# La Belle Occasion
Pour plus de détails, voir Fiche technique et Distribution.
La Belle Occasion est un film dramatique français réalisé par Isild Le Besco et Nicolas Hidiroglou, sorti en 2017.

## Fiche technique
- Titre : La Belle Occasion
- Réalisation : Isild Le Besco et Nicolas Hidiroglou
- Scénario : Isild Le Besco
- Musique : Corine Sombrun
- Montage : Isild Le Besco, Myrto Karra et Emmanuelle Jay
- Photographie : Dominique Colin, Nicolas Hidiroglou, Jowan Le Besco, Marion Peyrollaz, Rishi Boodhoo et Mathieu Szpiro
- Décors :
- Costumes : Marité Coutard, Nina Yadan et Christina Lekkak]
- Producteurs : Isild Le Besco, Christina Lekkaki, Philippe Thomas, Abdesslam Oulahbib, Ann Niemans, Françoise Guglielmi, Olivier Leperre, Haik Kocharian, Lada Paradzik, Sandrine Surget, Émilie Eiselé, Angèle Gohaud et Grégory Mathieu
  - Coproducteur : Lionel Kopp, Philippe Akoka et Alexander Akoka
- Production : Sangsho, Auvergne-Rhône-Alpes et Film Factory
- Distribution : Film Factory et JHR Films

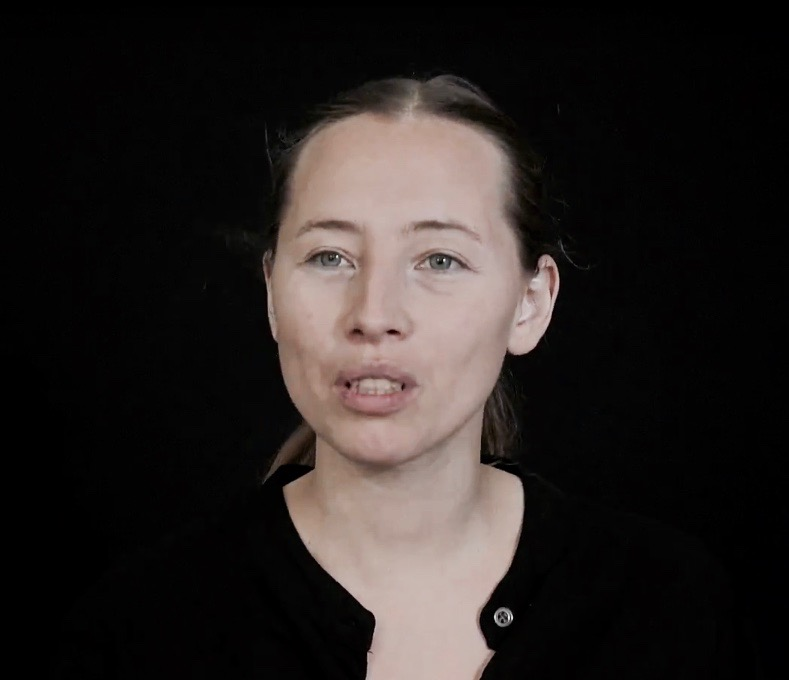
L'actrice/scénariste/réalisatrice Isild Le Besco en juin 2018.

- Pays de production :  France
- Durée : 79 minutes
- Date de sortie :
  - France : 12 avril 2017

## Distribution
- Isild Le Besco : Sarena
- Yara Pilartz : la jeune fille
- Paul Bartel
- Yuriy Milya : le père